# Sobralia rigidissima
Sobralia rigidissima là một loài thực vật có hoa trong họ Lan. Loài này được Linden ex Rchb.f. miêu tả khoa học đầu tiên năm 1854.